# Rhyacophila relicta
Rhyacophila relicta är en nattsländeart som beskrevs av Mclachlan 1879. Rhyacophila relicta ingår i släktet Rhyacophila och familjen rovnattsländor. Inga underarter finns listade i Catalogue of Life.